# Демір Еге Тікназ
Демір Еге Тікназ (тур. Demir Ege Tıknaz, нар. 17 серпня 2004, Кадикьой, Туреччина) — турецький футболіст, півзахисник стамбульського клубу «Бешикташ».

## Ігрова кар'єра

### Клубна
Демір Еге Тікназ є вихованцем футбольної академії столичного клубу «Бешикташ», де він грав на молодіжному рівні з десятирічного віку. У складі юнацької команди «Бешикташа» Тікназ брав участь у Юнацькій лізі УЄФА.
З 2021 року футболіст був заявлений до першої команди. Офіційний дебют Демір Еге відбувся 17 серпня 2023 року у матчі кваліфікації Ліги конференцій проти азербайджанського «Нефтчі». Через три дні - 20 серпня Тікназ зіграв першу гру в чемпіонаті Туреччини.

### Збірна
З 2023 року Демір Еге Тікназ захищає кольори молодіжної збірної Туреччини.

## Титули і досягнення
Бешикташ
 Переможець Суперкубка Туреччини (2): 2021, 2024
 Переможець Кубка Туреччини (1): 2023–24